# Bartlett, Texas
Bartlett là một thành phố thuộc quận Williamson, tiểu bang Texas, Hoa Kỳ. Năm 2010, dân số của xã này là 1623 người.

## Dân số
- Dân số năm 2000: 1675 người.
- Dân số năm 2010: 1623 người.